# María Nicanor
María Nicanor   (Barcelona, c. 1980) és una conservadora de museus espanyola especialitzada en el disseny i la història de l'arquitectura. Ha ocupat càrrecs importants al Victoria and Albert Museum, al Museu Guggenheim de Nova York i al Museu Cooper Hewitt del Smithsonian.
María Nicanor va néixer a Barcelona. El seu pare és cineasta i la seva mare és advocada especialitzada en propietat intel·lectual en les arts. Nicanor va obtenir una llicenciatura a la Universitat Autònoma de Madrid, amb l'especialitat en teoria i història de l'arquitectura. També va estudiar en la Universitat Sorbona i va completar un mestratge en estudis de museus a la Universitat de Nova York.
María Nicanor va ser la primera directora de la Fundació Norman Foster a Madrid. Va ser curadora d'arquitectura i disseny al Victoria and Albert Museum de Londres.
També va tenir diversos rols al Museu Guggenheim de Nova York entre els anys 2003 i 2013, inclòs el rol de curadora d'arquitectura i disseny. Va ser la líder de l'equip del laboratori itinerant anomenat BMW Guggenheim Lab.
Es va convertir en directora executiva de Rice Design Alliance a l'Escola d'Arquitectura de la Universitat de Rice l'any 2017.